# まいどはや (バス)

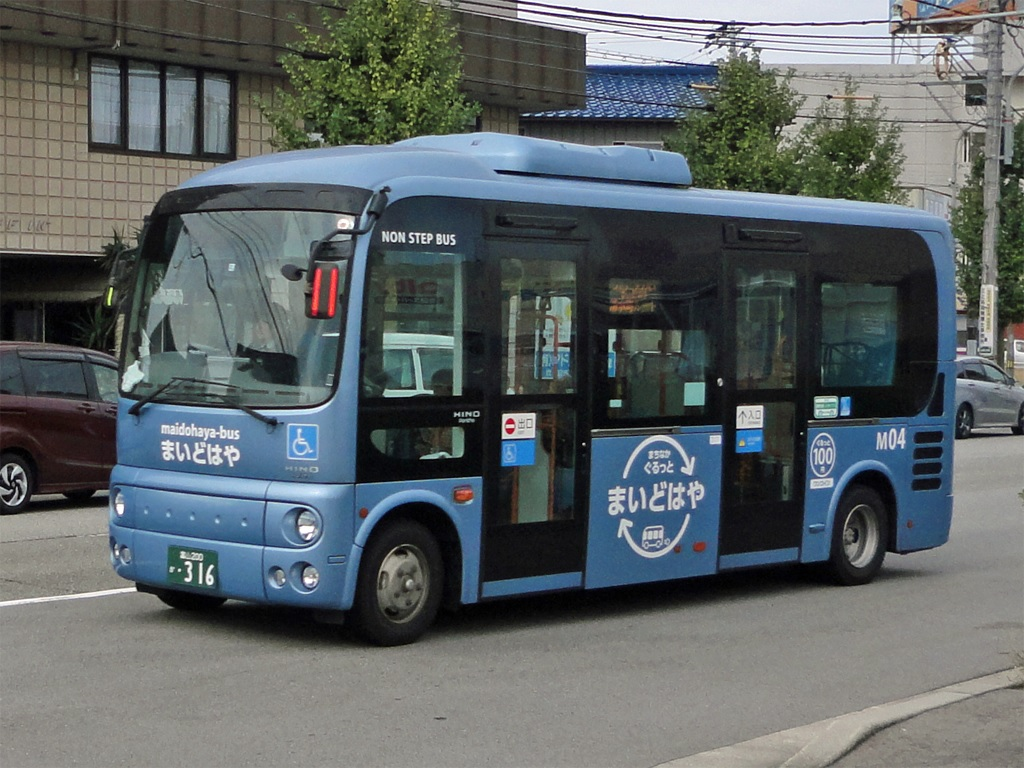
まいどはやの車両

まいどはやは、富山県富山市で運行されているコミュニティバスである。当初はタウンマネージメント機関（TMO）の株式会社まちづくりとやまが運営し富山地方鉄道に運行を委託していたが、2019年（平成31年）4月1日に運営会社の合併に伴い、株式会社富山市民プラザまちづくり事業部が運営している（委託先は変更なし）。
「まいどはや」は富山弁で「こんにちは」や「ごめんください」を意味する。

## 概要
2000年（平成12年）夏、富山商工会議所が創立120周年記念事業の一環としてコミュニティバスを3か月間試験運行、利用者アンケートを添えて富山市にコミュニティバスの実現を打診し、その結果、「まちづくりとやま」が富山地方鉄道に運行を委託する形で、2001年（平成13年）3月に中央ルート、2002年（平成14年）4月に清水町ルートの運行が開始された。
2007年度の利用者数が26万人を記録したのを境に年々減少しており、2020年度は新型コロナウイルス感染症の影響も重なり13万人まで減少した。利用者減少を踏まえ、2021年（令和3年）4月1日よりこれまでの2路線からルートを変更し、両回りの1路線（全長11Km）となった。
運行車両は4台で、いずれも富山市が富山地方鉄道に運行支援として無償で貸与している。
当初の運賃は、小学生以上1乗車100円。9時台 - 19時台の運行で、中央ルート、清水町ルートとも、1時間につき3本運行していたが、2021年（令和3年）4月1日より中学生以上は1乗車200円に運賃を値上げした。また、運行時間帯に変更はないが、運行本数を1時間につき2本運行（30分間隔の運行）に減便した。なお、富山地方鉄道が導入したIC乗車カード「ecomyca」はこれまで通り利用可能である。

## 路線

### 現ルート
東・西ルートがあり、両ルートは一部を除き、ほぼ同じコースを外回り・内回りで循環する。いずれのルートも富山駅南口のバスターミナルには乗り入れしていない。
- 東（外回り）・西（内回り）ルート
  - 富山駅前（CiC東側） ⇔ 新桜町 ⇔ 東田地方（ひがしでんじがた） ⇔ 北新町・大阪屋ショップ前 ⇔ 北新町東 ⇔ 於保多神社前 ⇔ 稲荷元町 ⇔ アピア前 ⇔ 館出町二丁目 ⇔ 栄町二丁目 ⇔ 栄町三丁目 ⇔ 清水元町 ⇔ 旭町公園前 ⇔ 旭町 ⇔ 清水町九丁目 ⇔ 清水町八丁目 ⇔ 五番町 ⇔ 中教院前 ⇔ 北新町 ⇔ 白銀町公園前 ⇔ 中央通り ⇔ 西町 ⇔ グランドプラザ前（東回りのみ） ⇔ にいかわ信用金庫グランドプラザ前（西回りのみ） ⇔ 越前町 ⇔ 相生町 ⇔ 富山地方裁判所前 ⇔ 磯部町四丁目 ⇔ 磯部町三丁目 ⇔ 磯部町一丁目 ⇔ 護国神社・富山まちなか病院前 ⇔ 富山中部高校前 ⇔ 愛宕町一丁目 ⇔ 雄峰高校グランド前 ⇔ 神通町 ⇔ 宝町 ⇔ 富山駅前（CiC東側）

### 旧ルート
2021年（令和3年）3月31日までのルートであり、中央ルートと清水町ルートがあった。両ルートともに循環運行で、下記に示すように片周り（一方通行）運行であった。なお、いずれのルートも富山駅南口のバスターミナルには乗り入れていなかった。
- 中央ルート
  - 富山駅前（CiC東側） → 宝町 → 神通町 → 雄峰高校グランド西 → 愛宕町一丁目 → 愛宕町二丁目 → 森林水産会館前 → サンシップとやま・高志の国文学館 → 丸の内一丁目 → 諏訪川原商店街 → 平吹町 → 鹿島町二丁目 → 護国神社前 → 磯部町一丁目 → 磯部町三丁目 → 磯部町四丁目 → 西田地方（にしでんじがた）小学校前 → 西田地方小学校東 → 千石町西 → 千石町二丁目 → 千石町通り商店街口 → 森記念秋水美術館 → にいかわ信用金庫・グランドプラザ前 → 西町商店街 → 中央通り商店街口 → 白銀町公園前 → 北新町・大阪屋ショップ前 → 新川原町 → 東田地方一丁目 → 富山電気ビル前 → 新桜町公園前 → 富山駅前（CiC東側）
  - 2010年2月14日、2011年10月1日、2017年12月1日にルートの一部変更が行われている。
- 清水町ルート
  - 富山駅前（CiC西側） → 富山駅地鉄ビル前 → 千歳町二丁目 → 千歳町三丁目 → 稲荷元町一丁目 → アピア前 → 館出町二丁目 → 栄町二丁目 → 栄町三丁目 → 清水元町 → 旭町公園前 → 旭町 → 清水町九丁目 → 清水町八丁目 → 辰巳町二丁目 → 中央小学校前 → 三番町 → 西町 → 一番町 → 市民プラザ前 → 国際会議場前 → 城址公園前 → 市役所前 → 桜町二丁目 → 富山駅前（CiC西側）

### 鉄道との接続
（　）内は、まいどはやの停留所の名称
- 西日本旅客鉄道（JR西日本） 北陸新幹線・高山本線
  - 富山駅（富山駅前）
- あいの風とやま鉄道あいの風とやま鉄道線
  - 富山駅（富山駅前）
- 富山地方鉄道本線
  - 電鉄富山駅（富山駅前）
  - 稲荷町駅（アピア前）
- 富山地方鉄道富山軌道線
  - 富山駅停留場（富山駅前）
  - 新富町停留場（富山駅前、新桜町）
  - 電鉄富山駅・エスタ前停留場（新桜町、富山駅前）
  - 電気ビル前停留場（新桜町）
  - グランドプラザ前停留場（グランドプラザ前、にいかわ信用金庫グランドプラザ前）
  - 西町停留場（グランドプラザ前、にいかわ信用金庫グランドプラザ前）
  - 大手モール停留場（越前町）
  - 安野屋停留場（護国神社、富山中部高校前）

## 車両
両ルートとも小型ノンステップバスを使用しており、通常は中央ルートは日野・レインボーHR7m、清水町ルートは三菱ふそう・エアロミディMJ7mである。2010年3月8日より2週間、中央ルートの一部便に日野・ポンチョを改造した電気バスを試験投入している。当初は2月のダイヤ改正にあわせての投入が予定されていたが、車両のトラブルにより時期に遅れが生じた。
旧デザインは雷鳥のイラストを描いたものが使用されていたが、日野・ポンチョへの車両の更新の際に青色をベースとしたデザインに変更されている。また、2020年7月から2021年3月31日まで、ハローキティをラッピングしたバス2台が中央・清水両ルートに1台ずつ運行した。

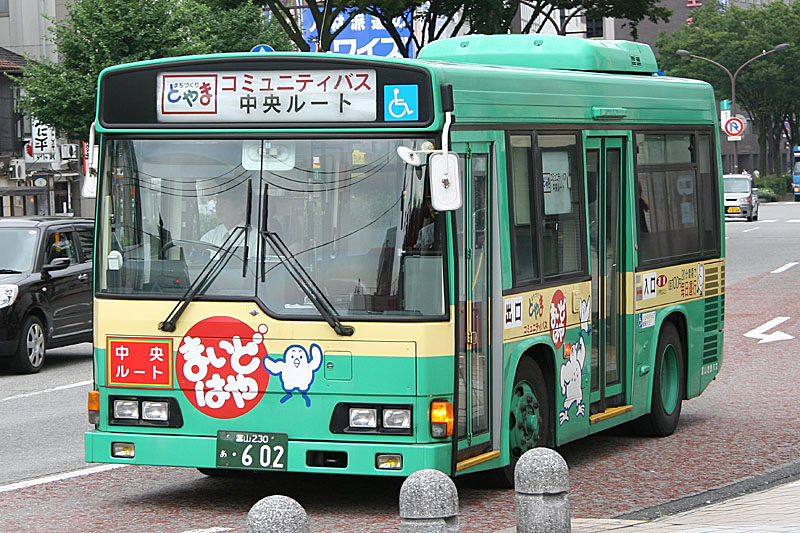
まいどはや中央ルートの車両（旧デザイン）
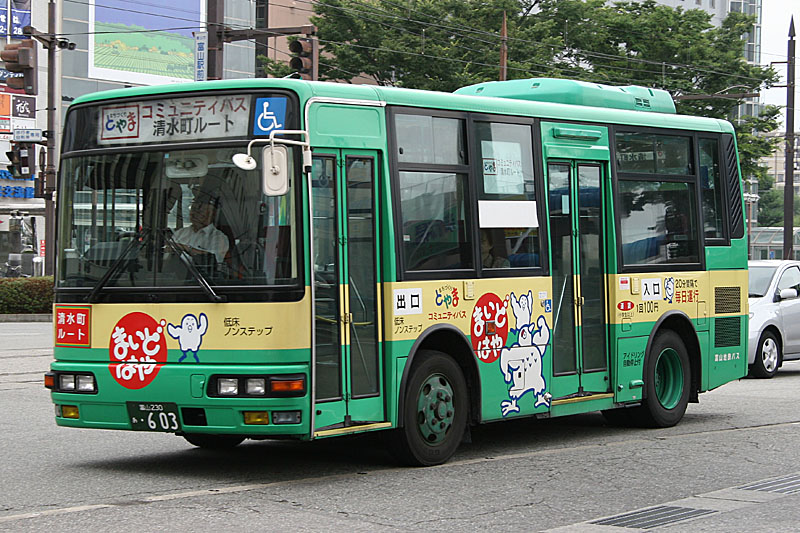
まいどはや清水町ルートの車両（旧デザイン）